# Tadrart Rouge
De Tadrart Rouge (wat "Rode Berg" betekent, Arabisch: تادرارت الحمراء , Tadrart alhamra', Tashelhiyt:  ⵜⴰⴷⵔⴰⴷⵜ ⵜⴰⵣⴻⴳⴳⴰⵖⵜ , Tadrart tazeggaƔt), ook wel Zuidelijke Tadrart, Algerijnse Tadrart of Meridionale Tadrart genoemd, is een bergketen in het zuidoosten van Algerije, onderdeel van de Algerijnse Sahara. Het gebied herbergt een rijke verscheidenheid aan rotstekeningen.

## Geografie
De Tadrart Rouge is een ongeveer 15-30 km brede en 150 km lange zuidelijke verlenging van de Libische Tadrart Acacus in Algerije, die zich uitstrekt tot aan de grens van Niger. Het bestaat voornamelijk uit zandsteen en verbindt de Tassili n'Ajjer in het noordwesten met het Djadoplateau in het zuidoosten. Het gebied wordt doorsneden door een reeks van west-oost georiënteerde fossiele drainagenetwerken, waardoor diepe kloven zijn ontstaan. De In Djaren, welke uitkomt in de erg van Tin Merzuga, is daarvan de belangrijkste. De keten bereikt zijn maximale hoogte van 1.340 m richting het zuidelijke uiteinde ongeveer 160 km ten zuidoosten van Djanet.
Erosie heeft een groot aantal natuurlijke bogen gevormd. Het gebied staat bekend om haar spectaculaire rood-oranje zandduinen die contrasteren met de grillige donkerrode rotsformaties van het gebergte. 

Landschap
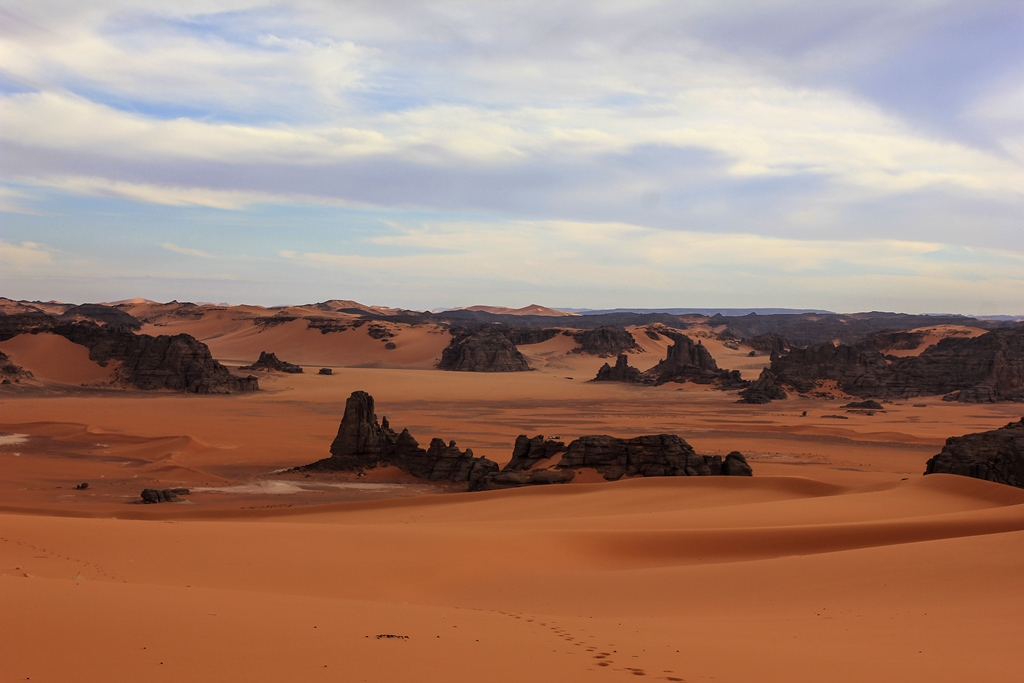
oostelijke hellingen met karakteristieke zandduinen
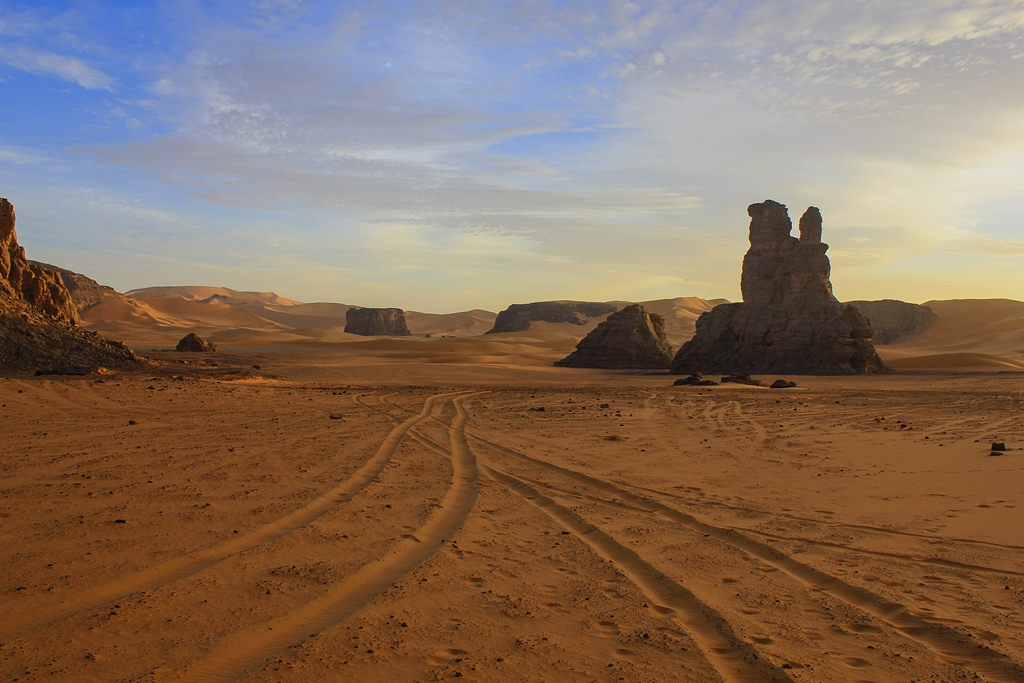
Moul n'Aga
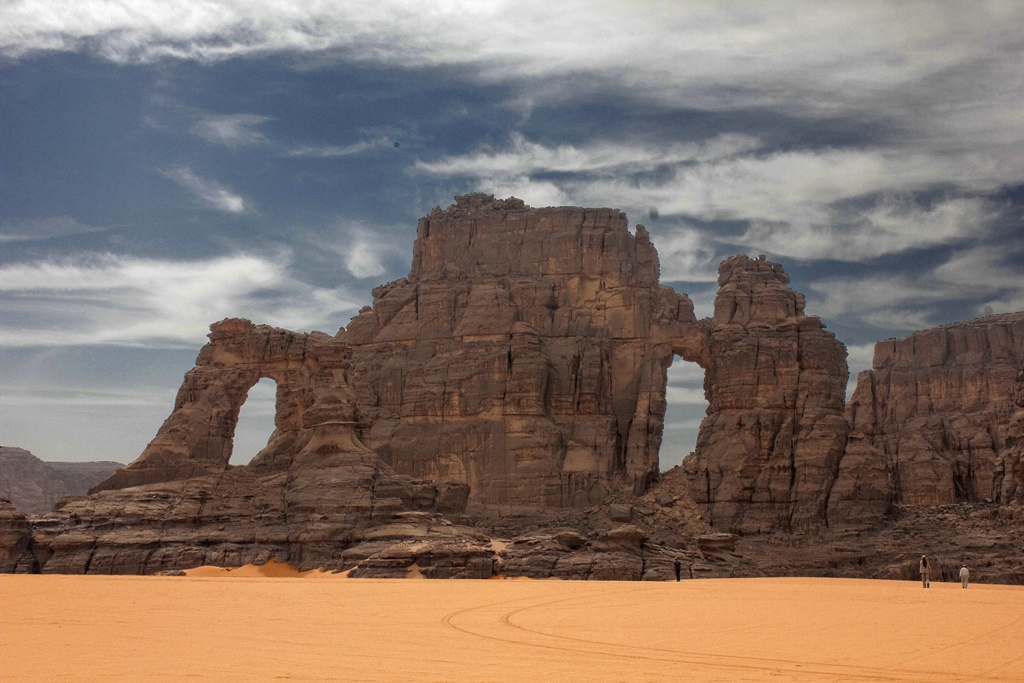
natuurlijke bogen in de rotsformatie van La Cathedrale

## Paleoklimaat
Het Tadrart Rouge-gebied is tegenwoordig ruw en droog, met vrijwel geen neerslag. Tijdens het Holoceen subpluviaal viel er echter regen in het gebied en was het bedekt met savannevegetatie, waardoor het geschikt was voor menselijk en dierlijk leven. 

## Rotskunst
In Tadrart Rouge bevinden zich Saharaanse rotstekeningen, die een lange periode bestrijken van het epipaleolithicum tot de recente tijd. De rotswanden en -schuilplaatsen in de rotsen op de bodem van de wadi's zijn bezaaid met zowel petrogliefen als rotsschilderingen. Ze illustreren de klimaatveranderingen die plaatsvonden in het gebied dat van een savanne 10.000 jaar geleden veranderde naar een woestijn 5000 jaar geleden. De rotstekeningen veranderden in de loop van de tijd van wilde dieren zoals olifanten, neushoorns, giraffen, antilopen en wilde runderen naar gedomesticeerde dieren zoals rundvee, schapen en geiten, paarden en kamelen.

Rotskunst
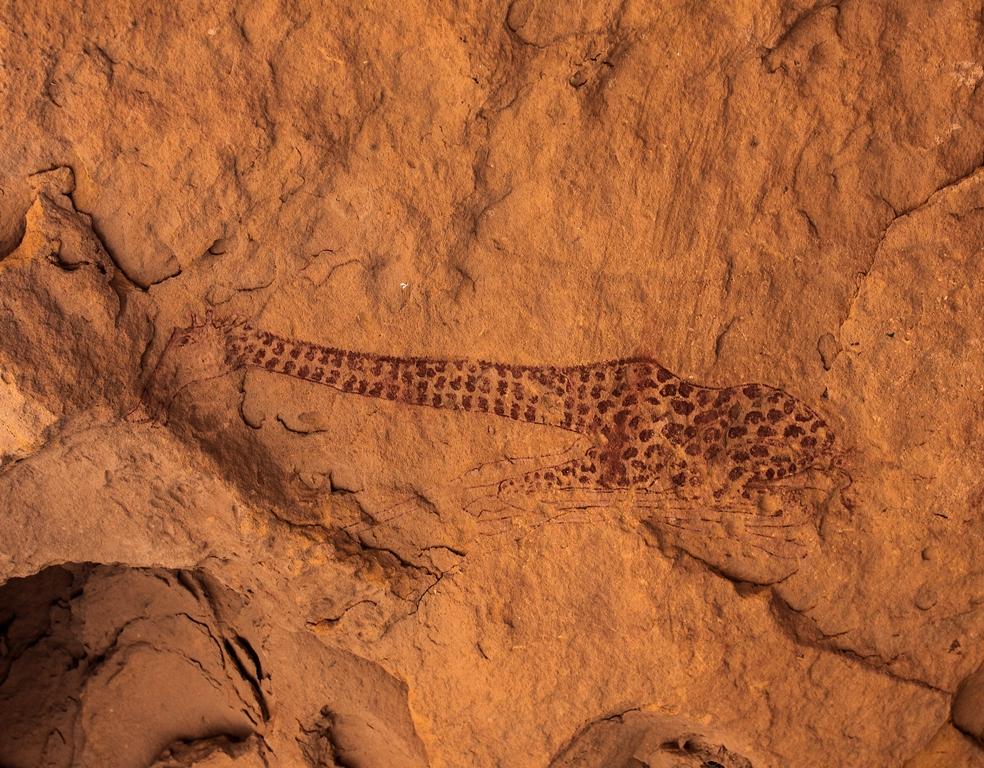
giraf met een vierkantpatroon in rode vlekken
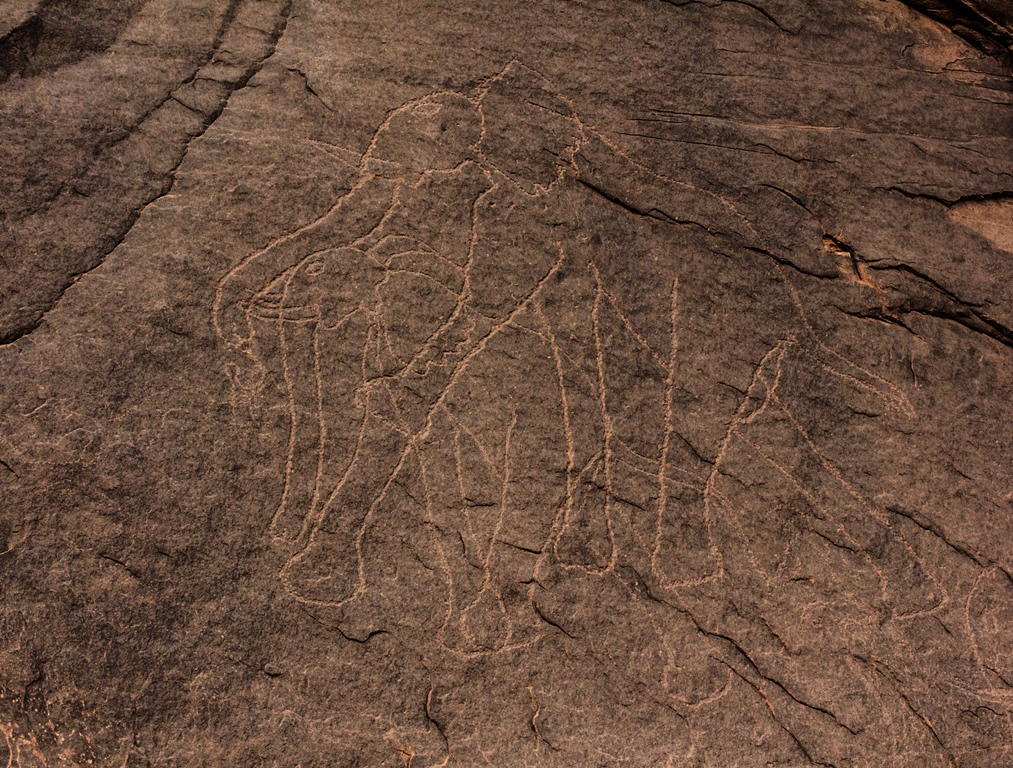
een kudde olifanten
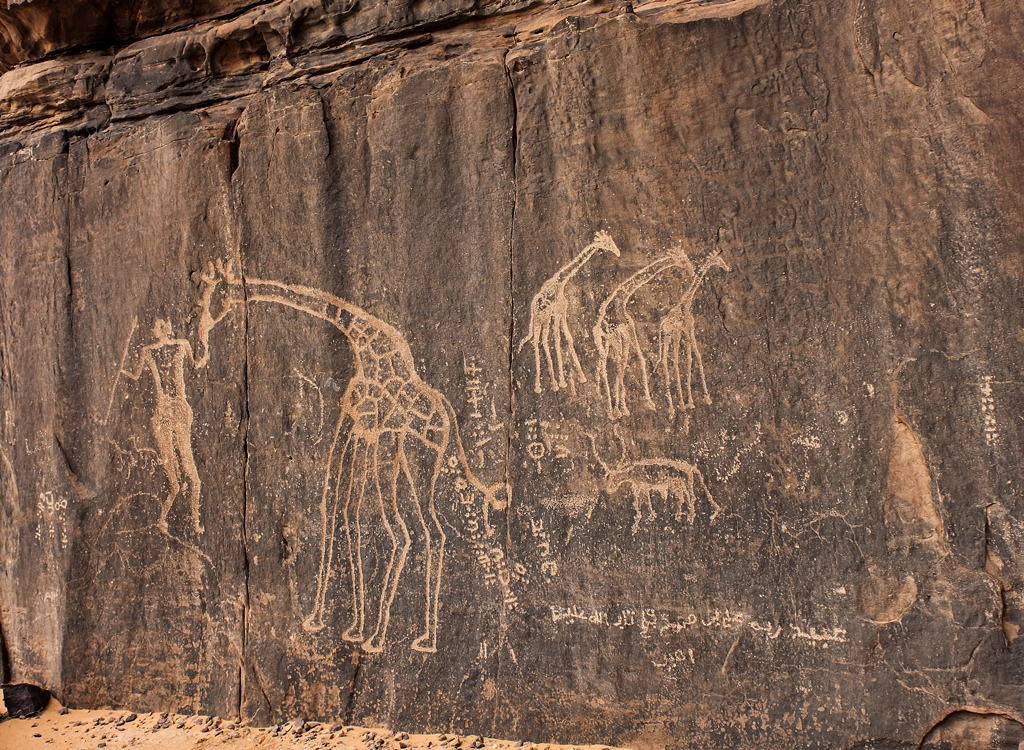
jager met giraffen; tifinagh en Arabische inscripties
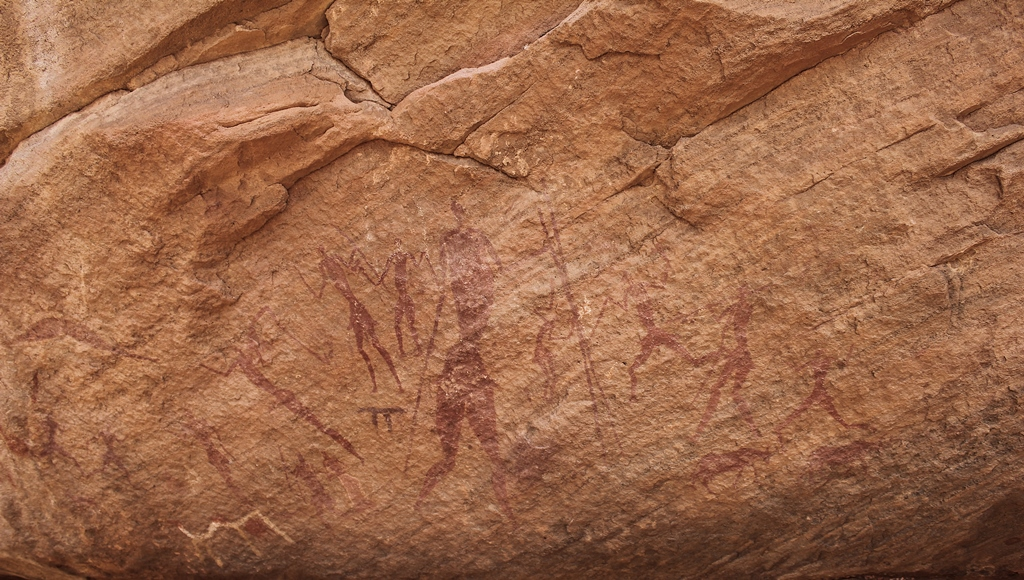
mannen met stokken
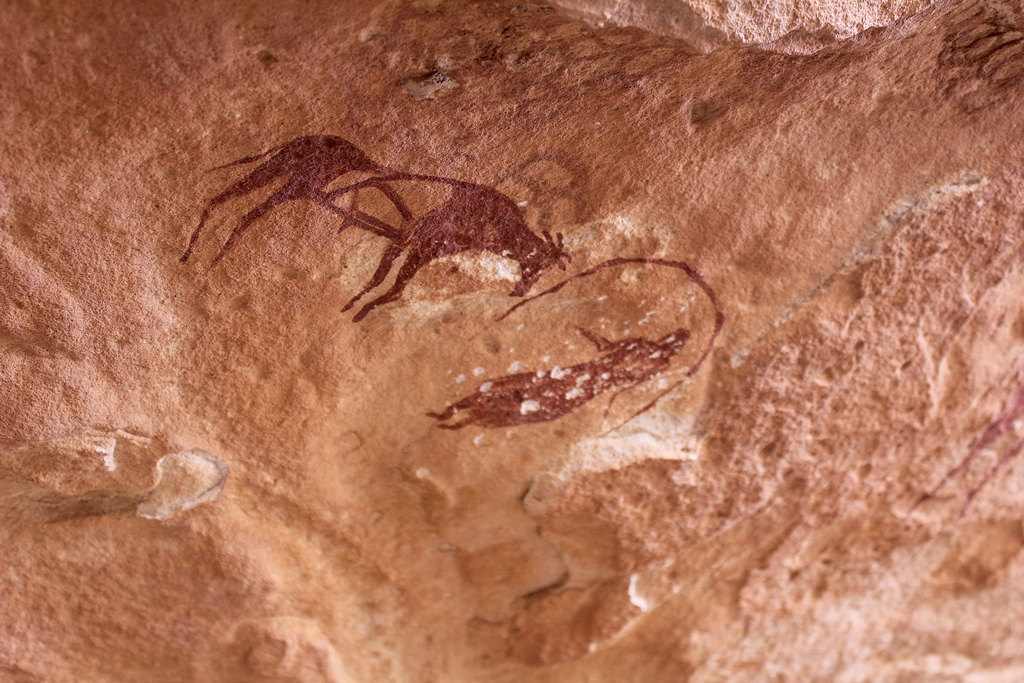
rundvee met vrouw
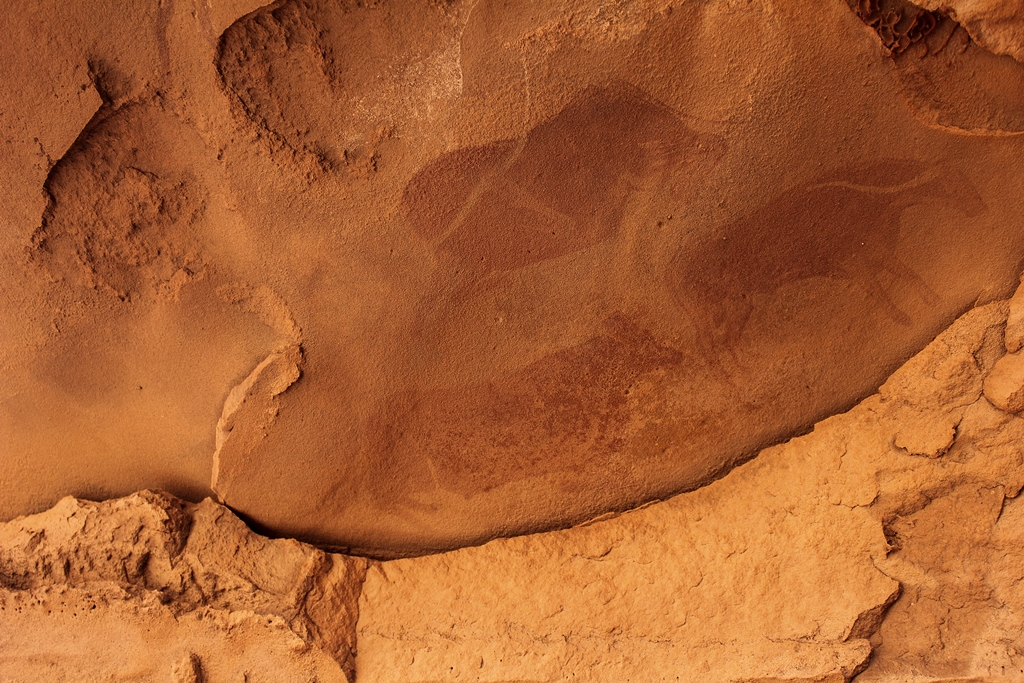
wilde dieren
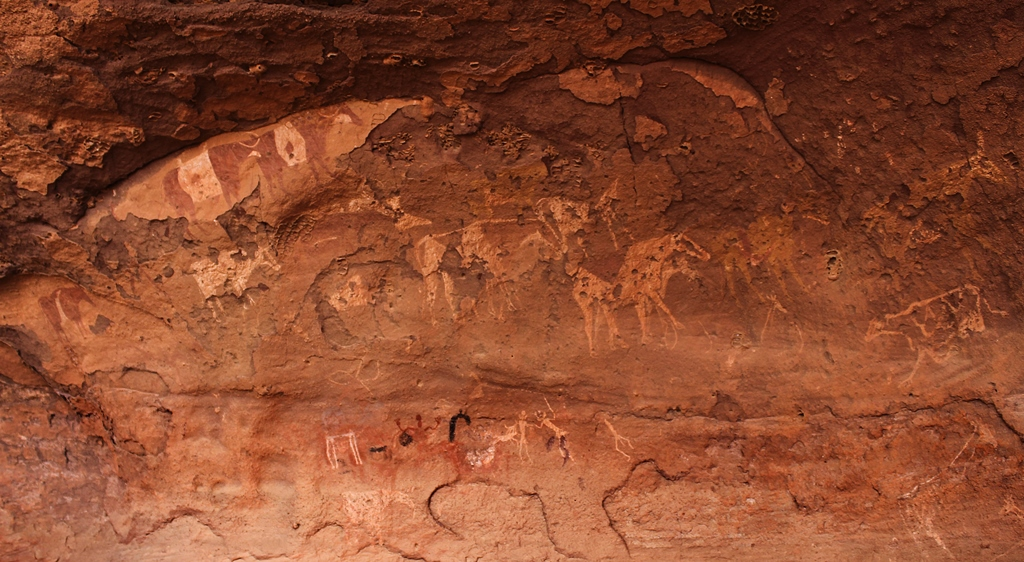
vee- en weidetaferelen
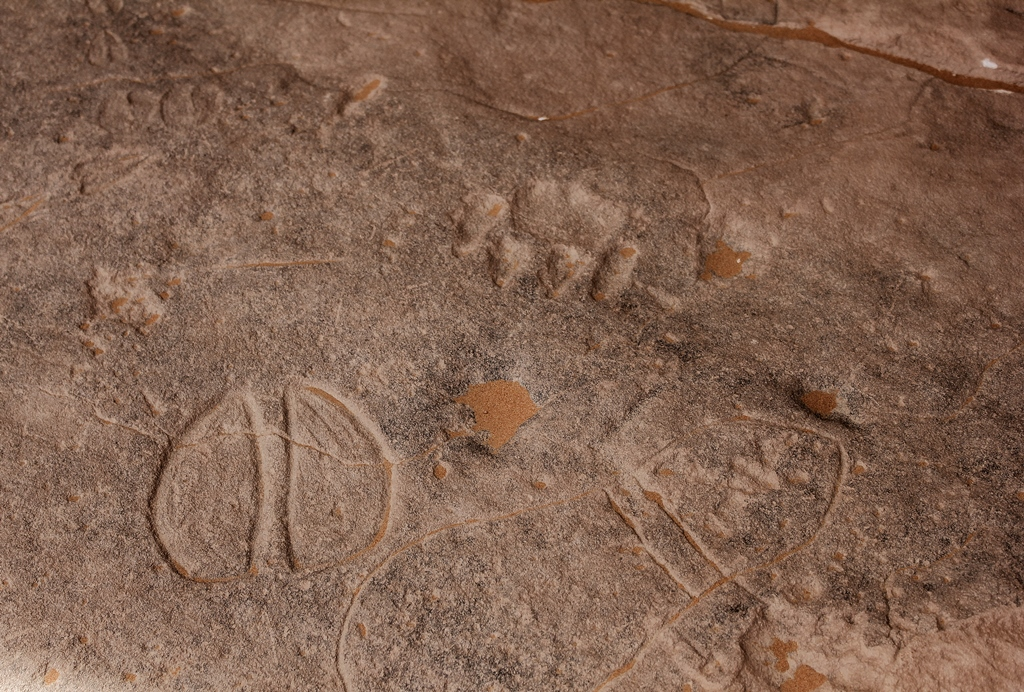
dierlijke voetafdrukken
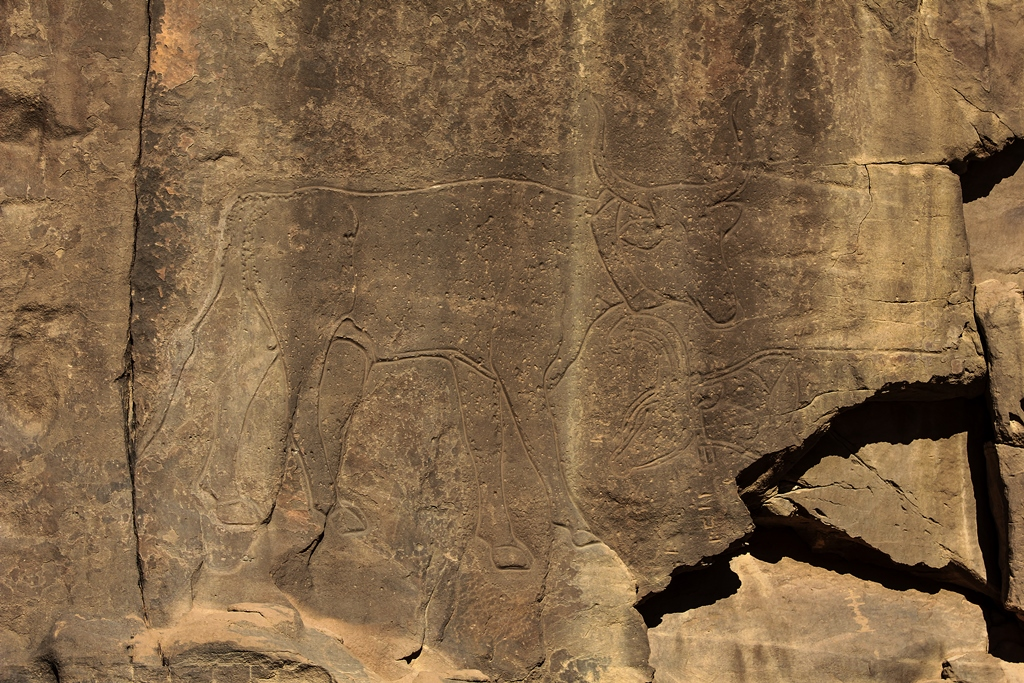
rundvee

- Virtual International Authority File: 20145602487301361875